# Zou Meirong
Zou Meirong, född den 1 september 2000 i Sichuan, är en kinesisk landhockeyspelare.

## Karriär
Zou Meirong ingick i det kinesiska lag som spelade landhockey vid OS 2024 och som tog silver.